# Jacques Bosser
Pour les articles homonymes, voir Bosser.
Jacques Bosser est un peintre contemporain français, né en 1946 au Havre.

## Biographie
Jacques Bosser a gardé de son enfance africaine et de ses voyages, une fascination pour le magique et les signes, qui lui ont permis de se constituer un langage pictural original.
Refusant de choisir entre représentation et abstraction, Bosser confronte volontiers les images au sein d’une même œuvre : peinture et photographie de corps féminins … incitant le spectateur à une lecture plus attentive de l’œuvre.
Bosser est également photographe, dessinateur, graveur et sculpteur.

## Citation
"J'essaie de me débarrasser de toute référence pour aller chercher les formes premières, retrouver les éléments premiers qu'on a en nous ... ce sont des formes très simples, cercles, spirales ... qui font partie d'un inconscient collectif et rappellent une sorte d'innocence première".

## Expositions (partielle)
- 2008, 
  - Le Quartz Brest
  - Art Paris, Grand Palais, Paris
  - Galerie La Navire, Paris
  - Galerie Castang, Perpignan
- 2011
  - Galerie Le troisième œil, Bordeaux
- 2012
  - Alden Biesen, Bilzen